# Андорра на летних Олимпийских играх 2004
|         | Золото | Серебро | Бронза | Всего |
| ------- | ------ | ------- | ------ | ----- |
| Андорра | 0      | 0       | 0      | 0     |

Андорра на летних Олимпийских играх 2004 была представлена Олимпийским комитетом Андорры (ОКА).

## Состав сборной

### Лёгкая атлетика
| Спортсмен       | Соревнование          | Предварительный раунд | Предварительный раунд | Четвертьфиналы        | Четвертьфиналы        | Полуфиналы            | Полуфиналы            | Финал                 | Финал                 |
| Спортсмен       | Соревнование          | Результат             | Место                 | Результат             | Место                 | Результат             | Место                 | Результат             | Место                 |
| --------------- | --------------------- | --------------------- | --------------------- | --------------------- | --------------------- | --------------------- | --------------------- | --------------------- | --------------------- |
| Антони Бернардо | Марафон (мужчины)     |                       |                       |                       |                       |                       |                       | 2:23:55               | 57                    |
| Сильвия Фелипо  | 1500 метров (женщины) | 4:44.40               | 42                    | Закончила выступление | Закончила выступление | Закончила выступление | Закончила выступление | Закончила выступление | Закончила выступление |

Кроме этого присутствовали запасные: Монтсеррат Пуйоль и Виктор Мартинес

### Дзюдо
| Спортсмен   | Категория | Предварительный раунд | 1/32                      | 1/16                 | Четвертьфиналы       | Полуфиналы           | Финал                | Первый доп. раунд    | Утешительный четвертьфинал | Утешительный полуфинал | За 3 место Финал     |
| Спортсмен   | Категория | Соперник Результат    | Соперник Результат        | Соперник Результат   | Соперник Результат   | Соперник Результат   | Соперник Результат   | Соперник Результат   | Соперник Результат         | Соперник Результат     | Соперник Результат   |
| ----------- | --------- | --------------------- | ------------------------- | -------------------- | -------------------- | -------------------- | -------------------- | -------------------- | -------------------------- | ---------------------- | -------------------- |
| Тони Безоли | До 90 кг  |                       | Викбрант Джералдино (DOM) | Закончил выступление | Закончил выступление | Закончил выступление | Закончил выступление | Закончил выступление | Закончил выступление       | Закончил выступление   | Закончил выступление |

### Плавание
| Спортсмен        | Соревнование                | Предварительные заплывы | Предварительные заплывы | Полуфиналы            | Полуфиналы            | Финал                 | Финал                 |
| Спортсмен        | Соревнование                | Результат               | Место                   | Результат             | Место                 | Результат             | Место                 |
| ---------------- | --------------------------- | ----------------------- | ----------------------- | --------------------- | --------------------- | --------------------- | --------------------- |
| Осине Асьяне     | 200 м комплексным плаванием | 1:00.38                 | 36                      | Закончил выступление  | Закончил выступление  | Закончил выступление  | Закончил выступление  |
| Каролина Серкеда | 100 м вольным стилем        | 1:00.38                 | 48                      | Закончила выступление | Закончила выступление | Закончила выступление | Закончила выступление |

### Стрельба
| Спортсмен               | Соревнование | Квалификация | Квалификация | Финал     | Финал     |
| Спортсмен               | Соревнование | Результат    | Место        | Результат | Место     |
| ----------------------- | ------------ | ------------ | ------------ | --------- | --------- |
| Франческо Репизо Ромеро | Трап         | 106          | 35-й         | Не прошёл | Не прошёл |

## Официальные лица
- Президент: Jaume Martí Mandicó